# Lucida Sans Unicode
Lucida Sans Unicode是一种OpenType型的电脑字体，设计上属于无衬线字体。
作为Lucida字体家族的一员，由Bigelow & Holmes Inc.公司发行，由设计师查尔斯·毕格罗（Charles Bigelow）和克里斯·霍尔姆斯（Kris Holmes）在1993年制作并随微软公司的Windows NT 3.1操作系统发布。目前最新版本为2.00。

## 特征
有较大的x字高，具有很好的可读性，被广泛用于显示、出版等各种用途。
14点及其以上的大字号中，缩小了一些字母间距，使外观更紧凑。

## 支持字符
它支持Unicode2.0版本的基本字符，包括拉丁字母、希腊字母、西里尔字母、希伯来字母以及国际音标字符。该字体是首个Unicode代码的字体，
该字体从Windows 98开始一直作为系统预装字体发行。后来发布的Lucida Grande字体作为苹果公司Mac OS X系统的默认字体发布，并支持阿拉伯文和泰文。
后来产生的Unicode字体包括Code2000，Arial Unicode MS和其他免费的字体。